# Macarena Sans
Macarena Sans (Mendoza, 20 de noviembre de 1996) es una jugadora argentina de balonmano.

## Biografía
Se desempeñaba en el Club Mendoza de Regatas (durante 11 años estuvo yendo desde Mendoza a Buenos Aires a entrenar), pero en marzo de 2021 fichó por el Club Deportivo Beti Onak de España para intentar ascender al equipo a la División de Honor femenina de balonmano. Quedaron segundas en su grupo, pero fueron eliminadas en la fase de ascenso por el Vino Doña Berenguela BM. Bolaños.La temporada siguiente, Maqui consiguió el ascenso y, desde la 2022/23 juega en la Liga Guerreras Iberdrola.

### Clubes
- - 2021:  Club Mendoza de Regatas
- 2021 -:  Replasa Beti Onak

Datos sobre partidos y clubes, a fecha 25 de noviembre de 2024
|                 | Liga | Copa | EHF |
| --------------- | ---- | ---- | --- |
| Partidos        | 64   | 4    | -   |
| Goles           | 201  | 19   | -   |
| Datos en España |      |      |     |

### Selección argentina
Convocada por primera vez con Argentina en 2015, su presencia ha sido contínua con la selección nacional. Ha disputado el Campeonato Mundial de Balonmano Femenino de 2015 en Dinamarca, donde finalizaron en 18.º lugar, el Campeonato Mundial de Balonmano Femenino de 2017 en Alemania, donde finalizaron en el 23.º puesto, en el Campeonato Mundial de Balonmano Femenino de 2019 disputado en Japón, donde finalizaron en 16.º lugar, y en el Campeonato Mundial de Balonmano Femenino de 2021 disputado en España. En los Juegos Olímpicos de 2016 terminaron en 12.º lugar.